# Manuela Groß
Manuela Manja Groß (Berlim, Alemanha Oriental, 29 de janeiro de 1957) é uma ex-patinadora artística alemã, que competiu em provas de duplas representando a Alemanha Oriental. Ela conquistou duas medalhas de bronze olímpicas em 1972 e em 1976 ao lado do parceiro Uwe Kagelmann, e duas medalhas de bronze em campeonatos mundiais.

## Principais resultados

### Com Uwe Kagelmann
| Resultados                                            | Resultados       | Resultados       | Resultados      | Resultados        | Resultados        | Resultados      | Resultados        | Resultados        | Resultados    | Resultados    | Resultados    | Resultados    |
| Internacional                                         | Internacional    | Internacional    | Internacional   | Internacional     | Internacional     | Internacional   | Internacional     | Internacional     | Internacional | Internacional | Internacional | Internacional |
| Evento/Temporada                                      | 1968– 1969       | 1969– 1970       | 1970– 1971      | 1971– 1972        | 1972– 1973        | 1973– 1974      | 1974– 1975        | 1975– 1976        |               |               |               |               |
| ----------------------------------------------------- | ---------------- | ---------------- | --------------- | ----------------- | ----------------- | --------------- | ----------------- | ----------------- | ------------- | ------------- | ------------- | ------------- |
| Jogos Olímpicos                                       |                  |                  |                 | Medalha de bronze |                   |                 |                   | Medalha de bronze |               |               |               |               |
| Campeonato Mundial                                    |                  | 7.ª              | 4.ª             | 4.ª               | Medalha de bronze | 4.ª             | Medalha de bronze | 4.ª               |               |               |               |               |
| Campeonato Europeu                                    | 7.ª              | 7.ª              | 4.ª             | Medalha de bronze | 4.ª               | 4.ª             | Medalha de bronze | 4.ª               |               |               |               |               |
| Nacional                                              |                  |                  |                 |                   |                   |                 |                   |                   |               |               |               |               |
| Campeonato Alemão Oriental                            | Medalha de prata | Medalha de prata | Medalha de ouro | Medalha de ouro   |                   | Medalha de ouro | Medalha de prata  | Medalha de prata  |               |               |               |               |
|                                                       |                  |                  |                 |                   |                   |                 |                   |                   |               |               |               |               |
| Legenda: Competição não foi disputada nesta temporada |                  |                  |                 |                   |                   |                 |                   |                   |               |               |               |               |